# Govert Huijser

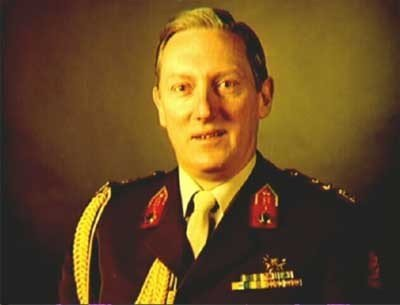
Govert Huijser, 1986

Govert Lambertus Johan Huijser (* 6. Februar 1931 in Surabaya, Niederländisch-Indien; † 5. Januar 2014 in Roosendaal, Provinz Nordbrabant) war ein General des niederländischen Heeres (Koninklijke Landmacht) und zuletzt zwischen 1983 und 1988 als Chef des Verteidigungsstabes (Chef Defensiestaf) militärischer Oberbefehlshaber der niederländischen Streitkräfte (Nederlandse Krijgsmacht).

## Leben
Huijser, der seine Jugend während des Zweiten Weltkrieges in zwei Lagern in Niederländisch-Indien verbrachte, trat 1949 als Kadett in die Koninklijke Militaire Academie (KMA) in Breda ein und wurde nach Abschluss der dreijährigen Ausbildung 1952 als Leutnant Offizier der Infanterie. In den folgenden Jahren fand er Verwendung in verschiedenen Einheiten und nahm an den Kampfhandlungen in Niederländisch-Neuguinea (Slag bij Vlakke Hoek) 1962 teil.
Später war er unter anderem als Oberstleutnant Kommandeur des 48. Panzerinfanteriebataillons. Nach seiner Beförderung zum Brigadegeneral wurde er Kommandeur der 13. Panzerinfanteriebrigade, ehe er als Generalmajor Kommandeur der 1. Division „7. Dezember“ wurde. Dieser militärische Großverband wurde nach einer Rede benannt, die Königin Wilhelmina am 7. Dezember 1942 in London gehalten hatte und in der sie sich die Bildung einer Einheit vorstellte, die aus Soldaten aus den Niederlanden, Indonesien, Suriname und Curaçao vorstellte.
Nach seiner Beförderung zum Generalleutnant wurde Huijser 1980 Kommandierender General des 1. Heereskorps. Im Juli 1983 wurde er zum General der Infanterie befördert und als Nachfolger von General der Artillerie Cor de Jager Chef des Verteidigungsstabes und damit militärischer Oberbefehlshaber der Streitkräfte. Diese Funktion bekleidete er über fünf Jahre bis Dezember 1988 und wurde dann vom General der Pioniere Peter Graaff abgelöst. Zuletzt war er zwischen 1986 und 1988 auch außerordentlicher Adjutant (adjudant in buitengewone dienst) von Königin Beatrix.
Huijser engagierte sich nach seiner Verabschiedung in den Ruhestand in zahlreichen Organisationen ein und war unter anderem Vorsitzender des Pensions- und Auszahlungsrates (PUR) der Stiftung für Dienstleistungen an Veteranen (Stichting Dienstverlening Veteranen), der Vorläuferorganisation des heutigen Veteraneninstituts. Daneben war er Vorsitzender der Vereinigung der Widerstandskämpfer und Opfer des Zweiten Weltkrieges sowie der Vereinigung der Opfer des Bersiap, der ersten Phase des indonesischen Unabhängigkeitskrieges.

## Auszeichnungen
Für seine langjährigen Verdienste wurde Huijser mehrfach ausgezeichnet und war unter anderem Großoffizier des Ordens von Oranien-Nassau und Ritter des Ordens vom Niederländischen Löwen. Für seine militärischen Verdienste erhielt er das Nieuw-Guinea Herinneringskruis 1962, das Viertagekreuz für die dreimalige Teilnahme am Nijmegenmarsch sowie das Abzeichen für 35-jährige Dienste als Offizier.
Des Weiteren erhielt er das Große Verdienstkreuz mit Stern des Verdienstordens der Bundesrepublik Deutschland und war außerdem Großoffizier des Kronenordens von Belgien, Kommandeur der Legion of Merit sowie der Ehrenlegion.